# Trévron
Trévron (bretonisch: Treveron; Gallo: Terveron) ist eine französische Gemeinde mit 681 Einwohnern (Stand: 1. Januar 2022) im Département Côtes-d’Armor in der Region Bretagne. Taden gehört zum Arrondissement Dinan und zum Kanton Lanvallay. Die Einwohner werden Trévronnais genannt.

## Geographie
Trévron liegt etwa sieben Kilometer südlich des Stadtzentrums von Dinan am Flüsschen Guinefort. Umgeben wird Trévron von den Nachbargemeinden Saint-Carné im Norden, Calorguen im Nordosten und Norden, Saint-Juvat im Südosten und Süden, Dinan im Süden, Plumaudan im Südwesten, Brusvily und Le Hinglé im Westen sowie Bobital im Nordwesten.

## Bevölkerungsentwicklung
| Jahr          | 1962 | 1968 | 1975 | 1982 | 1990 | 1999 | 2006 | 2012 | 2019 |
| Einwohner     | 628  | 615  | 565  | 594  | 679  | 664  | 666  | 713  | 685  |
| Quelle: INSEE |      |      |      |      |      |      |      |      |      |

## Sehenswürdigkeiten
- Kirche Saint-Laurent aus dem 15. Jahrhundert
- Großkreuz in keltischer Gestaltung
- Herrenhaus von Pestivien
- Schloss Le Chalonge aus dem 15./16. Jahrhundert

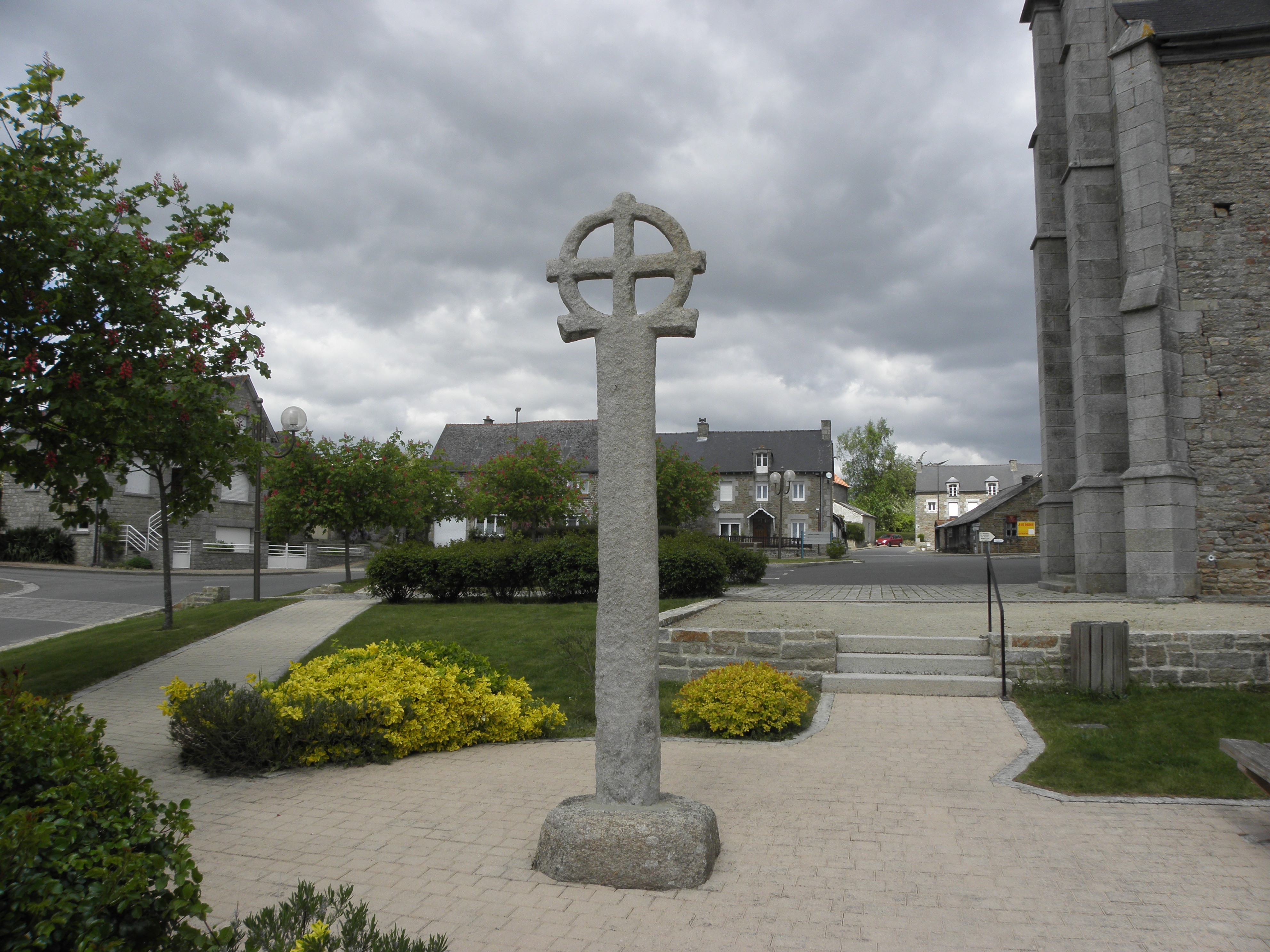
Keltenkreuz

- Brunnen